# La Última Cena (Juan de Juanes)
La última cena es una obra del pintor Juan de Juanes, pintada entre 1555 y 1562, empleando la técnica de pintura al óleo sobre una tabla de 116 × 191 cm. En la obra se representa el acto de la última cena de la tradición cristiana, uno de los más repetidos de la iconografía católica.
Fue una obra encargada para el retablo mayor de la iglesia de San Esteban de Valencia. Es una de las diversas versiones de la santa cena realizadas por este autor, aunque la del Museo del Prado es la más colorista y avanzada del renacimiento español.
El cáliz representado en la pintura ha sido identificado como el cáliz de la Catedral de Valencia, conservado actualmente en el Museo Catedralicio Diocesano de Valencia, considerado el Santo Grial. El cáliz fue otorgado por Alfonso V de Aragón a la catedral valenciana desde Aragón.
La composición está basada en la obra mural homónima que Leonardo da Vinci ejecutó en el refectorio de Santa Maria delle Grazie (Milán), si bien el modelado de los personajes y el colorido recuerdan a Rafael.